# ケブラー

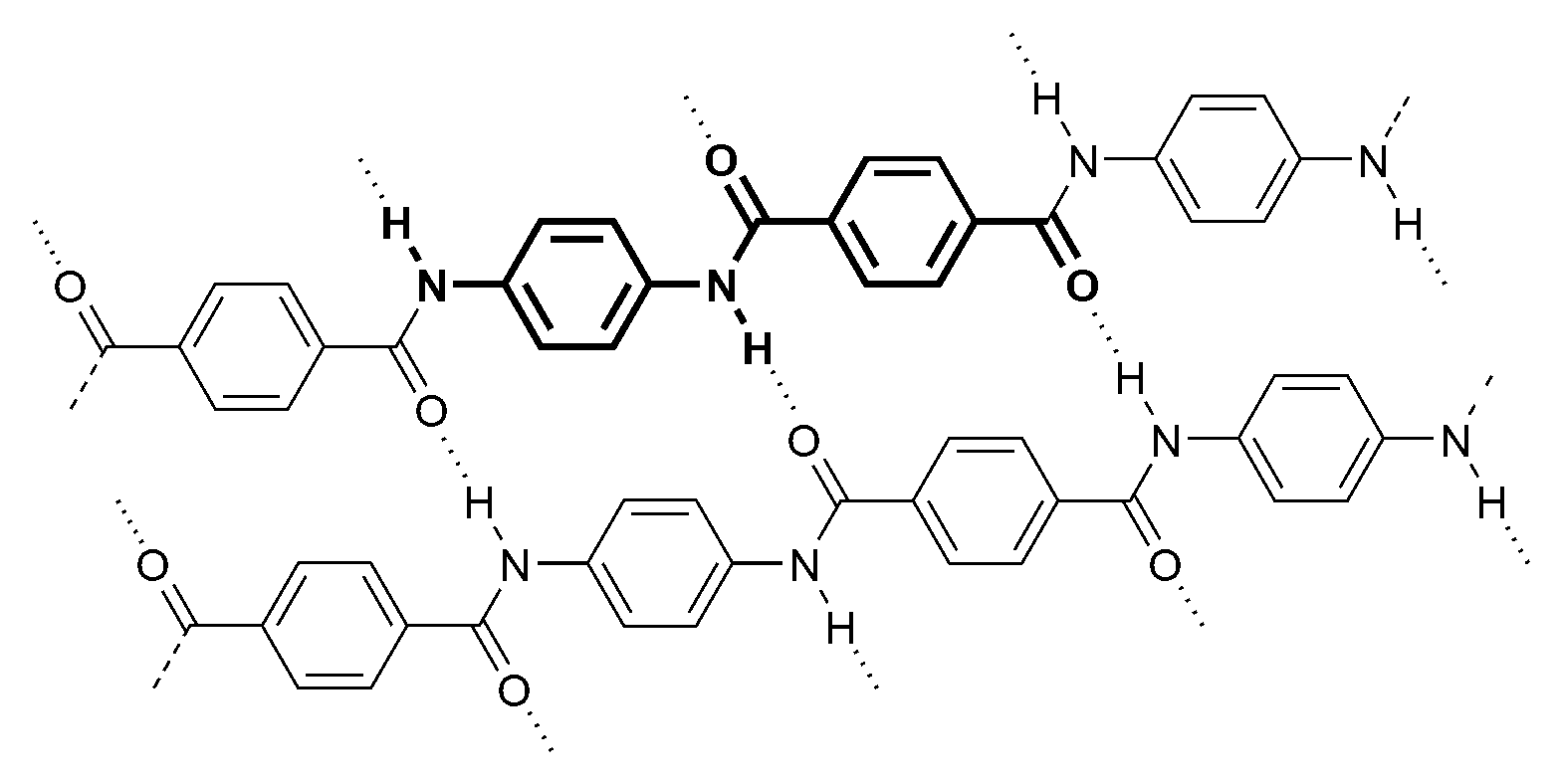
ケブラーの構造（太線：モノマー単位、点線：水素結合）

ケブラー (Kevlar) とはアラミドの登録商標である。1965年に化学者でデュポン社に勤めていたステファニー・クオレクによって発明された。1970年代初期に商業的に使用され始めた。
正式名称はポリパラフェニレン テレフタルアミド（英: poly-paraphenylene terephthalamide）。

## 長所・短所

### 長所
引張り強度が高い
「引張り強度」が高く、同じ重さの鋼鉄と比べて5倍の引張り強度を持つ。
ケブラーはp-フェニレンジアミンとテレフタル酸クロリドの重合によって得られ、分子構造が剛直で直鎖状の骨格を持っている。
ケブラーの強度は、周囲のポリマー鎖との、カルボニル基と水素間の水素結合や、ベンゼン環のπ結合の部分的な重なり（π-π相互作用）による。
ケブラーには、ケブラー、ケブラー29、ケブラー49の3種類があるが、なかでもケブラー49はすべてのアラミド繊維の中で最高の引っ張り強度を持つと考えられている。
高耐熱
高温に強い。
有機溶剤に溶けない
また、ケブラーは結晶性のポリマーであり、一般の有機溶媒に溶けず、溶融もしない。
そのため成形が困難なポリマーであり、濃硫酸に溶解することで成形していることも大きな特徴である。

### ケブラーの短所
- 紫外線（UV）にさらされると分解する。他の素材と比べて、普通の屋外環境に弱い[1]。（そのため、UVを遮断するための特別な対策を講じないと、アウトドア用途で中・長期に使うことはできない。）
- アルカリ性の環境に置かれたり、塩素にさらされても分解する。
- （引張り強度は高いが）圧縮力には弱い[1]。
- （簡単には切れないので）ケブラー繊維もケブラー製の布も、切断するにはかなり特殊な切断道具を必要とする[1]。また、ひとたび積層して繊維強化プラスチックにすると、普通のドリル刃では穴をあけることすらできなくなり、かなり特殊なドリル刃を用意する必要がある[1]。つまり実際の "ものづくり" の現場では かなり使いづらい。

## 用途
繊維強化プラスチックの補強、飛行機、船体、自転車などに使われる。（ただし、長所・短所で説明したように、UV遮断措置を特に講じるか、あるいはUVにさらされない箇所でしか、中長期的には使えない。）　
ヨットレースで使用するセイル（帆）は、勝負に勝とうとして特に強い力をかけ、布地が裂けるアクシデントがしばしば発生し、レースの勝敗に影響するので、セイル表面にケブラー繊維を縫い付けるような加工・補強をしてセイルの引張強度を高めることがある（ただしUVに晒されるので特殊な加工でもしない限り中・長期使用には向かない。日常使いのセイルにはケブラーはほとんど使われない。）
警備業界・警察・軍隊などでは、ボディアーマーや防刃ベストなどに使用されている。
楽器のボンゴの素材としてもケブラーが使われている。伝統的な木材では、サルサプレーヤーがボンゴを床に落としてプレーするスタイルや地元のクラブや最大のアリーナやスタジアムでのプレーの厳しさに耐えられないため、ラテンパーカッション (LP) 社がケブラーを使ったボンゴを製造している。LP社はケブラーを「鋼鉄の二倍の強度」 (which is twice as strong as steel.) としている。LP社は同じデザインのコンガにはケブラーを使用していないため、この材料を使うのはボンゴ特有の高負荷な使用条件にある。